# Campeonato Europeo de Triatlón de 1999
El XV Campeonato Europeo de Triatlón se celebró en Funchal (Madeira, Portugal) el 3 de julio de 1999 bajo la organización de la Unión Europea de Triatlón (ETU) y la Federación Portuguesa de Triatlón.

## Resultados
| Evento    | Oro                               | Plata                                  | Bronce                                     |
| --------- | --------------------------------- | -------------------------------------- | ------------------------------------------ |
| Masculino | Reto Hug · Suiza · 1:48:43        | Jan Řehula · República Checa · 1:48:51 | Martin Krňávek · República Checa · 1:49:02 |
| Femenino  | Anja Dittmer · Alemania · 2:01:08 | Magali Messmer · Suiza · 2:01:15       | Sian Brice Reino Unido 2:01:42             |

## Medallero
| Núm. | País            | Oro | Plata | Bronce | Total |
| ---- | --------------- | --- | ----- | ------ | ----- |
| 1    | Suiza           | 1   | 1     | 0      | 2     |
| 2    | Alemania        | 1   | 0     | 0      | 1     |
| 3    | República Checa | 0   | 1     | 1      | 2     |
| 4    | Reino Unido     | 0   | 0     | 1      | 1     |
|      | TOTAL           | 2   | 2     | 2      | 6     |